# Majaland Kownaty
Majaland Kownaty is een attractiepark in de Poolse gemeente Torzym dat is geopend op 29 september 2018. Het park is voor 21% eigendom van Plopsa en voor 79% van Momentum Capital.

## Geschiedenis
Op 29 september 2018 werd het park officieel geopend. Het bestaat uit een binnen- en buitengedeelte.De bouw van het park kostte 20 miljoen euro. Het park opende een jaar later een houten achtbaan, Wilkołak (weerwolf) genoemd. Deze is gebouwd door Great Coasters International. De baan is 22 meter hoog, 618 meter lang, en de topsnelheid is 71 km/u. De attractie is een kopie van Heidi The Ride, maar dan in spiegelbeeld. Datzelfde jaar kreeg Majaland de "Special Pearl of Tourism" in ontvangst, een Poolse toerismeprijs.
In 2020 opende een outdoor gebied rond Wickie de Viking, Wickieland, met o.a. een splash battle van MACK Rides en een Disk'O Coaster van Zamperla. In 2021 opende het park een nieuw themagebied rondom Super Wings. Het gedeelte heeft een Gerslauer Skyflight en onder andere meer attracties voor het gezin. Plopsa heeft de ambitie om het park uit te bouwen tot een oppervlakte van 30 hectare.

## Attracties

### Achtbanen
| Naam     | Type            | Bouwer                       | Bouwjaar |
| -------- | --------------- | ---------------------------- | -------- |
| Wikingów | indoorachtbaan  | Zierer                       | 2018     |
| Wilkołak | houten achtbaan | Great Coasters International | 2019     |

## Fotogalerij

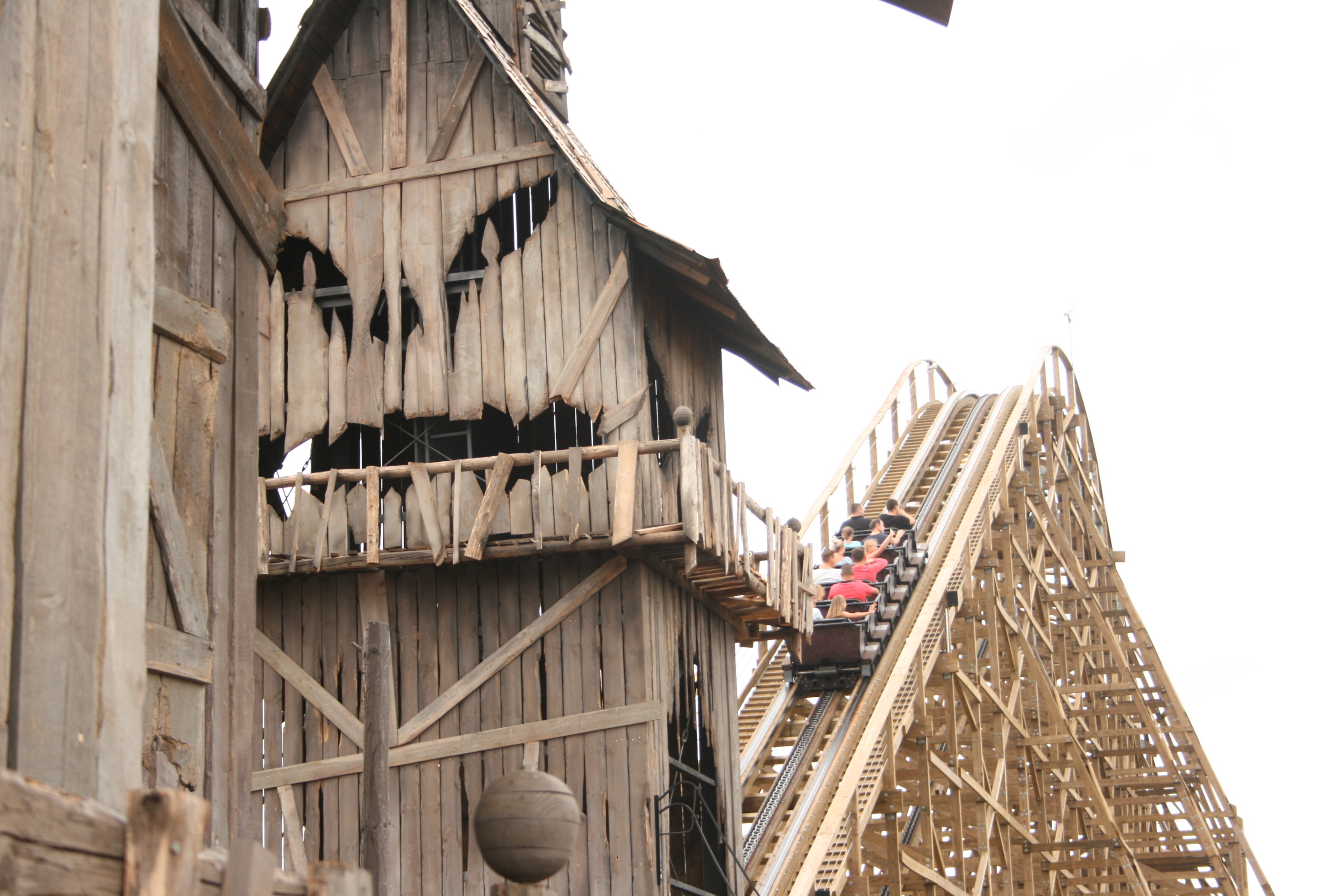
Wilkołak
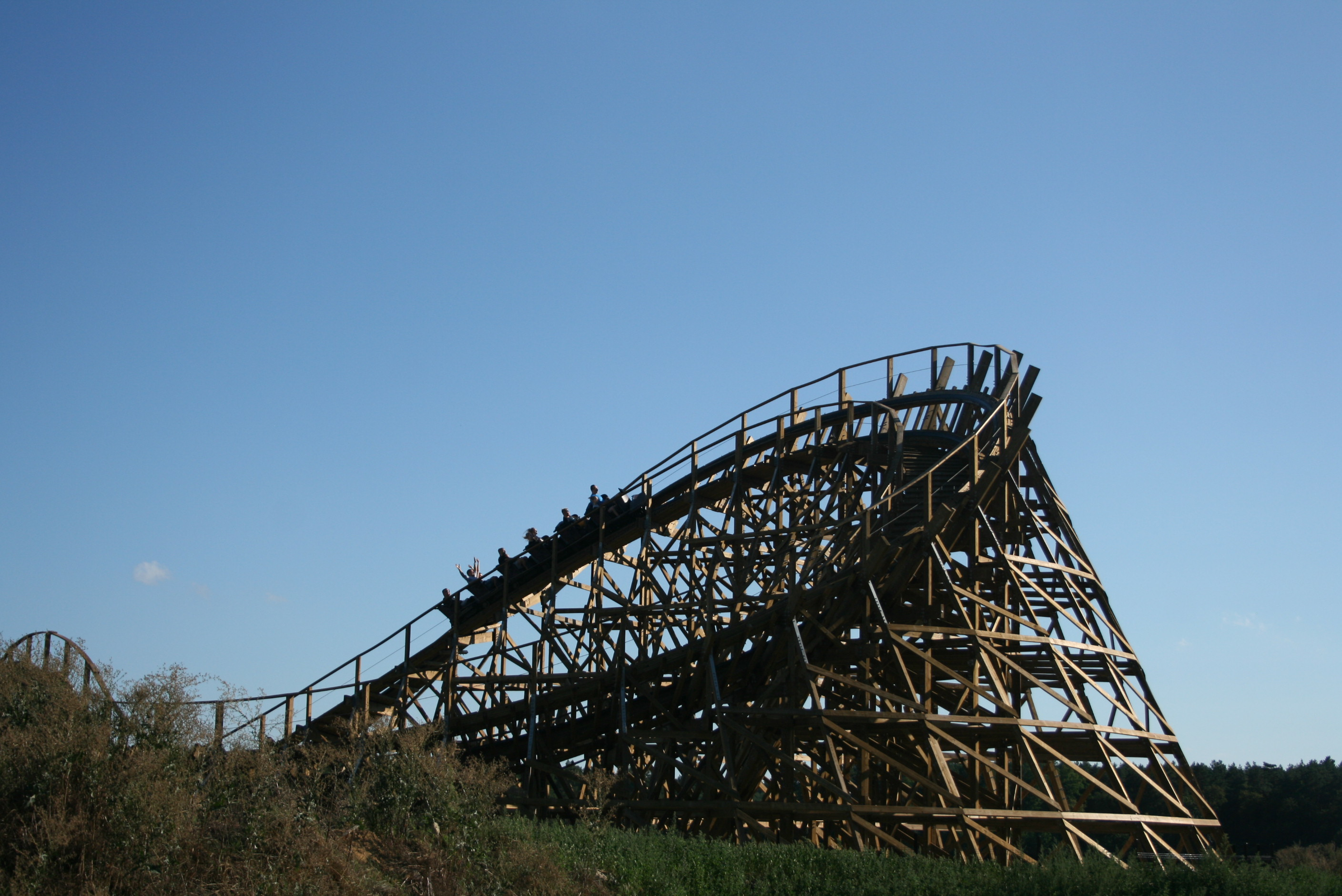
Wilkołak
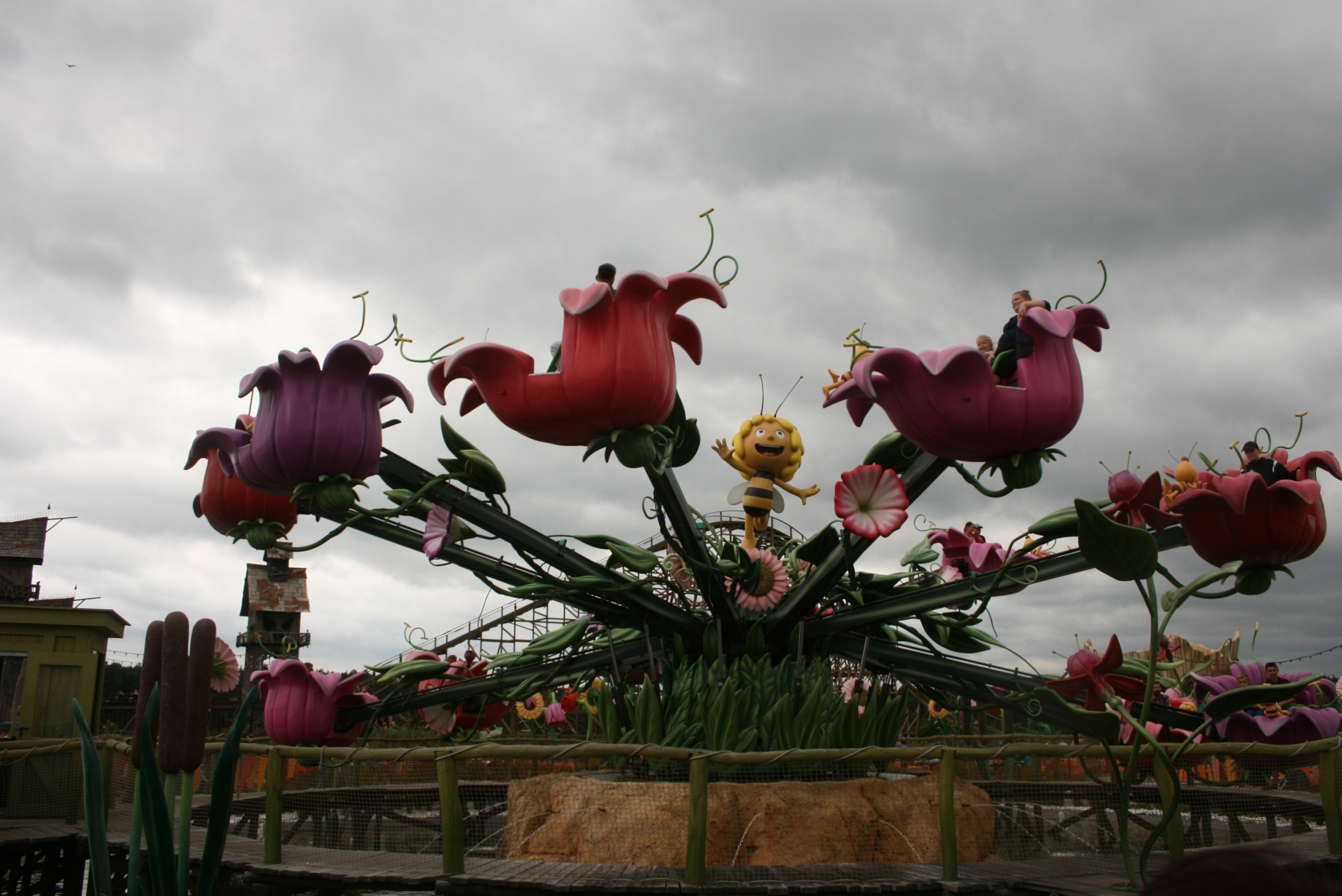
Karuzela Kwiatów